# Ivan Lepekhin
Ivan Lepechin ou Ivan Ivanovich Lepekhin (São Petersburgo, 10 de setembrojul./ 21 de setembro de 1740greg. – São Petersburgo, 6 de abriljul./ 18 de abril de 1802greg.) foi um naturalista, botânico e explorador russo.

## Biografia
Começou seus estudos na Academia de Ciências de São Petersburgo, e obteve seu doutorado em medicina na Faculdade de Medicina  de Estrasburgo.
Em 1768, iniciou uma viagem de exploração para a região do Volga e do Mar Cáspio. No ano seguinte parte para os Urais onde ficou durante cinco anos. Depois foi  para a  Sibéria em 1774 e  1775.
Tornou-se o secretário permanente da Academia das Ciências da Rússia e foi  um dos primeiros russos a se  notabilizar como  um grande naturalista.
Em 1804, Carl Ludwig von Willdenow (1765-1812) homenageia Lepechin  nomeando com seu nome  um gênero da família das  Lamiaceae : Lepechinia